# Nantucket (miasto)
Uzasadnienie: jeden i ten sam byt (por. en.wiki)
Nantucket – miejscowość w Stanach Zjednoczonych, położona na wyspie Nantucket, na południe do Cape Cod, Massachusetts.
Wraz z wysepkami Tuckernuck i Muskeget, tworzy miejscowość Nantucket, Massachusetts, i równocześnie hrabstwo Nantucket, które są utożsamiane jako jedność.
Z Nantucket pochodzi Meghan Trainor, piosenkarka i producentka muzyczna.

## Historia
Od XVII do XIX wieku Nantucket było znanym portem wielorybniczym.